# Somersault
Somersault es una película australiana de cine independiente, escrita y dirigida por Cate Shortland, con actuaciones estelares de Abbie Cornish y Sam Worthington.  Somersault fue estrenada en setiembre de 2004 y fue exhibida en la sección Una cierta mirada del Festival de Cannes 2004. Tuvo un éxito arrollador en los Premios del Instituto Fílmico Australiano, ganando cada una de las secciones -13 en total.
Explorando temas de sexualidad y emociones adolescentes, Somersault trata de una joven de 16 años de edad llamada Heidi (Abbie Cornish) quien huye de su hogar en Camberra, Australia, llegando a los campos de Jindabyne en Nueva Gales del Sur. En este lugar ella conoce a Joe (Sam Worthington), el hijo de un agricultor local, con el cual trata de formar una relación a pesar de la dificultad de este muchacho para expresar sus emociones. Joe también parece tener inseguridades respecto de su orientación sexual a pesar de tener buen éxito con las chicas.
La banda australiana “Decoder Ring” es la encargada de escribir y hacer realidad la banda sonora de esta película. Algunas escenas fueron filmadas en la hacienda “Ryrie” en Michelago (Nueva Gales del Sur).

## Elenco
- Abbie Cornish como Heidi.
- Sam Worthington como Joe.
- Hollie Andrew como Bianca.
- Olivia Pigeot como Nicole.
- Lynette Curran como Irene.
- Damian De Montemas como Adam.
- Leah Purcell como Diane.
- Nathaniel Dean como Stuart.
- Anne Louise Lambert como Martha.
- Erik Thomson como Richard.
- Ben Tate como Sean.

## Sinopsis
Heidi, una muchacha solitaria que vive en los suburbios de Canberra, huye de su casa luego de que su madre la encuentra besándose con su novio. Aislada y sola, Heidi se llega a situar en los campos de Jindabyne, luego de que inicialmente viajara a Snowy River con la promesa de una oferta de trabajo que no se llega a consolidar. La apariencia atractiva de Heidi y su vulnerabilidad la lleva a sumergirse en diferentes situaciones y escapadas en ese pequeño pueblo. Allí se conoce con Joe, un muchacho igualmente confundido que tiene dudas acerca de su sexualidad. El joven es hijo de un agricultor acaudalado quien encuentra confort en Heidi. Las inseguridades de Joe respecto de sus inclinaciones sexuales ocasionan que la relación entre estos dos personajes sea turbulenta, sobre todo cuando él trata de expresar sus sentimientos de reciprocidad a Heidi y a la vez besa a un hombre homosexual, dando lugar a mayores problemas entre los miembros de esta nueva pareja.

## Taquilla
Somersault recaudó 2.158.574 $ en los cines australianos y fue bien recibida por las críticas. La página web de críticas públicas Rotten Tomatoes (Tomates Podridos) calificó esta película con un conteo favorable del 83%, basado en un total de 64 opiniones críticas que se clasificaron en 53 “frescos” y 11 “podridos”, lo que fue resumido en términos de “Una historia conmovedora acerca del despertar a la madurez, marcada con una actuación reveladora y sobresaliente de Abbie Cornish y con un debut directoral exitoso de Cate Shortland.”
Fenella Kernebone del canal SBS señaló que “Somersault es para Cate Shortland un verdadero acto de amor y que cada elemento de la película ha sido cuidadosamente considerado.” Kernebone le otorgó cuatro de cinco estrellas.

## Reconocimientos
Somersault hizo historia en los Premios del AFI (Premios del Instituto Fílmico Australiano) llevado a cabo el 29 de octubre de 2004 en el teatro Regent en Melbourne, Australia; ganando un número de premios record, en total 13 de sus 15 nominaciones. La película se hizo acreedora a los siguientes premios: mejor película (otorgado a los productores Anthony Anderson y Jan Chapman); mejor dirección (Cate Shortland); mejor guion original (Cate Shortland); mejor actriz principal (Abbie Cornish); mejor actor principal (Sam Worthington); mejor actriz de reparto (Lynette Curran); mejor actor de reparto (Erik Thomson); mejor edición (Scott Gray); mejor cinematografía (Robert Humphreys, A.C.S.); mejor sonido (Mark Blackwell, Peter Smith and Sam Petty); mejor banda sonora (Decoder Ring); mejor diseño de producción (Melinda Doring); mejor diseño de vestuario (Emily Seresin).
Somersault también fue un gran ganador en los Premios Anuales del Film Critics Circle of Australia (FCCA)(Círculo de Críticos de Australia) edición 2004, donde recogió cinco premios: Mejor Película; Mejor Director (Cate Shortland); Mejor Actriz (Abbie Cornish); Mejor Cinematografía (Robert Humphreys); Mejor Actriz de Reparto (Lynette Curran).
La película también dominó los premios Lexus IF, de votación pública, ganando en seis de sus ocho nominaciones. Las categorías en las cuales ganó son: Mejor Director (Cate Shortland), Mejor Música, Mejor Cinematografía, Mejor Guion, Mejor Descripción Fílmica y Mejor Actriz (Abbie Cornish).

## Información adicional
- Cine de Australia

## Lecturas relacionadas
- Film Critics Circle of Australia (Nov. 2004). Premios anuales FCCA de Cine Australiano. Nota de Prensa.